# Pål Jacobsen
Pål Jacobsen (ur. 20 maja 1956 w Molde) – norweski piłkarz występujący na pozycji napastnika.

## Kariera klubowa
Jacobsen karierę rozpoczynał w sezonie 1973 w pierwszoligowym zespole Hamarkameratene. W kolejnych sezonach balansował z nim pomiędzy pierwszą ligą a drugą, do 1980 roku, trzy razy spadając z pierwszej i dwukrotnie do niej awansując. W 1981 roku przeszedł do pierwszoligowej Vålerenga Fotball. W sezonie 1981 z 16 bramkami na koncie został królem strzelców ligi norweskiej. Wraz z Vålerengą trzykrotnie zdobył mistrzostwo Norwegii (1981, 1983, 1984), a także raz dotarł do finału Pucharu Norwegii (1983). W 1985 roku wrócił do Hamarkameratene. W sezonie 1985 awansował z nim z drugiej ligi do pierwszej. W 1987 roku zakończył karierę.

## Kariera reprezentacyjna
W reprezentacji Norwegii Jacobsen zadebiutował 15 maja 1975 wygranym 5:3 meczu Mistrzostw Nordyckich z Finlandią. 22 września 1976 w wygranym 3:2 pojedynku Mistrzostw Nordyckich ze Szwecją strzelił pierwszego gola w kadrze. W latach 1975–1986 w drużynie narodowej rozegrał 44 spotkania i zdobył 12 bramek.